# Celeste Cardona
Maria Celeste Ferreira Lopes Cardona GOIH (Anadia, 30 de Junho de 1951) é uma jurista e política portuguesa.

## Biografia
Celeste Cardona realizou o seu percurso académico na Faculdade de Direito da Universidade de Lisboa — licenciou-se em Direito, completou um mestrado em Direito Fiscal e um doutoramento em Ciências Jurídico-Económicas, com uma tese sobre as autoridades reguladoras independentes. É advogada, tendo sido também docente daquela Faculdade, lecionando Direito Administrativo e Direito Fiscal. Foi igualmente jurista no Centro de Estudos Fiscais.
Depois de ter integrado, no período subsequente ao 25 de abril de 1974, a Comissão de Trabalhadores da Lisnave, Celeste Cardona aderiu em 1982 ao Partido do Centro Democrático Social, atual CDS-PP.
Em 1990 surgiu como apoiante da candidatura de Basílio Horta à Presidência da República, mas no ano seguinte aproximou-se de Manuel Monteiro e apoiou-o no congresso de 1992, contra Basílio Horta e António Lobo Xavier. Após a vitória de Monteiro, integrou, sucessivamente, a Comissão Diretiva, o Conselho Nacional e a Comissão Política do CDS-PP e liderou a Comissão Política Distrital de Lisboa do mesmo partido. Em 1997 encabeçou a candidatura do CDS-PP à Câmara Municipal de Sintra, numas eleições que deram a vitória ao Partido Socialista, que candidatou Edite Estrela.
Em 1997, na disputa entre Manuel Monteiro e o seu antigo aliado Paulo Portas, Celeste Cardona escolheu apoiar Paulo Portas. Assumiu o cargo de deputada ao Parlamento Europeu, depois de ter integrado as listas para as eleições europeias de 1994.
Ao terminar o mandato de eurodeputada, em 1999, aceitou o convite de Paulo Portas para ser cabeça de lista do CDS-PP no círculo de Leiria, conseguindo assim a eleição como deputada à Assembleia da República, nas legislativas desse ano, vencidas pelo PS de António Guterres.
Nos anos subsequentes, de oposição àquele que seria o último governo de Guterres, Celeste Cardona destacou-se na discussão do Orçamento de Estado e dos assuntos fiscais. Mas quando Paulo Portas a levou para o XV Governo Constitucional, de coligação com o PSD, em abril de 2002, foi para desempenhar o cargo de Ministra da Justiça.
Em julho de 2004, porém, aquando da tomada de posse do XVI Governo Constitucional, de Pedro Santana Lopes, foi substituída no cargo por José Pedro Aguiar-Branco.
Celeste Cardona foi, em seguida, nomeada administradora da Caixa Geral de Depósitos em 2005. Continuou afastada da política ativa e foi nomeada vogal do conselho geral e de supervisão da EDP, desde a última fase de privatização, em 2012. É ainda administradora não executiva do BCI e vogal do conselho fiscal da SIBS.
Actualmente lecciona na Universidade Lusíada.

### Condecorações
A 6 de Março de 1998, foi distinguida com o grau de Grande-Oficial da Ordem do Infante D. Henrique.